# 庐铜铁路
庐铜铁路是中华人民共和国安徽省内的一条连接庐江县和铜陵市之间的铁路，正线长度112公里。
过铜陵长江公铁大桥

## 简介
庐铜铁路正线长度112公里，设计时速120km/h，单线，非电气化。于2014年7月23日动工建设，于2018年12月29日投入运营。
庐铜铁路于2019年3月18日起开通客运业务，3月18日至4月9日间开行合肥～无为南快速旅客列车2对。2019年4月10日调图后开行合肥～芜湖快速旅客列车2对。

## 车站
庐铜铁路自既有合九铁路柯坦站引出，沿途设张旗杆站、庐江南站、龙桥站、洪巷站、襄安站、无为南站、上周村站，接入既有宁铜铁路钟鸣站，并设有联络线与宁铜铁路钟鸣线路所连接，其中，无为南站与龙桥站办理客货运业务，其余车站均为会让站。